# Le Chemin de la liberté (film, 1941)
Pour les articles homonymes, voir Le Chemin de la liberté.
Pour plus de détails, voir Fiche technique et Distribution.
Le Chemin de la liberté (titre original : Der Weg ins Freie) est un film allemand réalisé par Rolf Hansen, sorti en 1941.

## Synopsis
Le propriétaire Detlev von Blossin et la chanteuse d’opéra Antonia Corvelli forment un couple marié depuis plus d’un an. Le baron a convenu avec sa femme que dès que leurs fiançailles actuelles auront pris fin, ils retourneront enfin dans son domaine en Poméranie. La baronne von Blossin attend avec impatience son fils et sa belle-fille, mais doute que la célèbre chanteuse se sente à l’aise dans l’isolement de la propriété familiale. À sa parente éloignée Luise, la vieille dame dit que différents mondes entrent en collision. Cependant, Antonia Corvelli, qui a toujours réussi à faire céder son mari à son testament, a renouvelé son contrat à son insu. Lorsque le baron apprend cela, il quitte le théâtre sans dire un mot et est agacé. Le lendemain, von Blossin dit à sa femme qu’il doit retourner à son domaine après plus d’un an. Elle avait promis de venir avec lui et maintenant elle avait de nouveau rompu sa promesse. Cette fois, Antonia ne parvient pas à faire changer d’avis son mari. Au domaine familial, le baron est accueilli joyeusement par sa mère, mais elle est déçue et inquiète qu’il soit venu sans sa femme. Elle a encore du travail à faire à Vienne et suivra, dit Detlev à la baronne.
Pendant ce temps, à Vienne, la population descend dans la rue et montre son mécontentement face aux méthodes économiques corrompues du prince von Metternich. Le comte louche Stefan Oginski, qui est coresponsable en tant que conseiller financier de Metternich, est consterné d’apprendre que Metternich a fui et que les fauteurs de troubles de sa maison battent tout à court et petit. Antonia, qui était avec le soldat de fortune, se sent obligée d’aider son ancien petit ami dans une telle situation et lui donne refuge dans sa maison à Vienne. Les troubles ne sont pas passés inaperçus, même dans l’isolement poméranien du domaine de Blossin et certains hommes veulent en profiter pour inciter les travailleurs de Blossin. Cependant, le baron clarifie la situation à sa manière sans prétention. Luise, qui avait dirigé le domaine avec sa mère pendant l’absence de Blossin, continue de se tenir à ses côtés. Achim, le fils de l’administrateur du district, qui avait espéré la charmante jeune femme, doit également se rendre compte qu’elle ressent plus pour von Blossin que de l’amitié. Grâce à l’aide qu’elle apporte à Oginski, Antonia a elle-même des ennuis à Vienne. Le comte n’hésite même pas à l’appeler sa complice et à lui extorquer de l’argent. Il veut aussi qu’elle s’enfuie avec lui. La confidente de la chanteuse, Barbaccia, qui lui est fidèle, conseille à Antonia de simuler sa mort quand elle pense désespérément qu’Oginski s’accrochera toujours à elle, qu’il ne la laissera pas et la trouvera partout. C’est comme ça que ça se passe.
Tout comme Luise a décidé de quitter le domaine, les conditions de vie du baron changent radicalement. Après que von Blossin n’ait pas reçu de nouvelles d’Antonia depuis plusieurs semaines, il dit à sa mère que sa femme doit venir seule si tout doit aller bien entre eux. Peu de temps après, le baron est informé par l’administrateur du district du suicide d’Antonia, qui se serait noyée dans le canal du Danube. Il dit à sa mère qu’il a appris des choses sur Antonia qu’il veut lui dire, mais dont il ne faut plus jamais parler. Antonia, qui a voyagé en Suisse avec Barbaccia après son faux suicide et y vit depuis un certain temps, est courtisée par le Suisse Müetli, qui lui parle de sa femme et qu’un homme peut pardonner n’importe quoi à une femme qu’il aime. En conséquence, la diva de l’opéra prend un nouveau courage et reporte le voyage prévu en Italie pour rendre visite à son mari dans sa propriété. Peut-être que tout ira bien après tout, dit-elle à Barbaccia. Au domaine, elle est reçue par Luise, qui lui dit combien le baron avait souffert dans le passé, parce qu’il a dû apprendre de la police que sa femme avait été en contact avec un autre homme, il venait de retrouver son calme, alors elle devrait s’il vous plaît lui épargner une rencontre avec son passé. Antonia ne s’est pas révélée, mais s’est présentée comme une vieille amie de Vienne. Pendant son attente, elle apprend d’un employé que la succession espère généralement que Mlle Luise redeviendra plus qu’une parente éloignée à la fin de l’année de deuil. Le chanteur décide donc le cœur lourd de quitter le domaine sans autre contact. Alors que la voiture s’éloigne, elle pleure amèrement sur l’épaule de Barbaccia.
Six ans ont passé et Antonia chante sur une petite scène en Italie sous le nom de Giulietta. Ils répètent pour « Rigoletto » quand vient la nouvelle que le rôle du duc de Mantoue sera chanté dans la soirée par le célèbre Tamaso Rezzi. Antonia a peur, car bien sûr elle connaît le chanteur. Cependant, Barbaccia lui assure qu’elle l’habillera pour qu’il ne la reconnaisse pas. « O comme les cœurs des femmes sont trompeurs », résonne-t-il le soir sous les applaudissements de la scène. Puis vient le duo d’Antonia avec Rezzi. Sa peur de revoir des collègues de l’opéra à l’avenir est si grande qu’elle décide de fuir à nouveau. Par chance, Oginski apprend de Rezzi qu’il était monté sur scène à Bergame avec une femme dont l’apparence et la voix ressemblaient étonnamment à celles du grand Corvelli, il avait le sentiment d’être de retour sur scène avec elle. Pendant ce temps, Antonia se produit dans une taverne parce qu’elle craint la scène de l’opéra. Oginski les y trouve. Il dit à la chanteuse que son mari est remarié et a même un enfant. Il devient rapidement clair qu’il planifie un chantage et veut profiter du fait de la bigamie. Antonia ne peut pas changer d’avis. Quand on lui dit le lendemain que le comte est parti, elle soupçonne qu’il est en route pour Blossin pour le faire chanter. Elle décide également de se rendre dans le Mecklembourg. Cependant, Oginski est déjà avec le baron et lui dit qu’Antonia est toujours en vie. Il tente de faire chanter Blossin et prétend même agir au nom du chanteur. Von Blossin l’expulsa du domaine. Entre-temps, Antonia est également arrivée au domaine. Là, elle rencontre le petit fils des Blossin et peu de temps après Luise. Antonia dit tout à Luise et lui fait la promesse qu’Oginski ne détruira pas son bonheur, elle fera en sorte que demain tout sera différent. Puis elle s’en va. Dans la petite pension où elle a séjourné, elle déchire les lettres d’amour du baron, qui lui sont si précieuses. Luise apprend de Blossin la visite d’Antonia et ses paroles et soupçonne de mauvaises choses. Aussi vite qu’il le peut, il se précipite à la pension. Le médecin présent le laisse entrer dans la pièce avec la femme mourante. Elle a pris du poison et prend la promesse du Baron que personne ne devrait savoir qui elle est vraiment, car alors tout était en vain. Il est infiniment difficile pour Blossin de renier Antonia, mais il réalise le désir de son dernier cœur. Alors qu’il quitte la pièce, le bras d’Antonia tombe impuissant. Elle est morte.

## Fiche technique
- Titre original : Der Weg ins Freie
- Titre français : Le Chemin de la liberté
- Réalisation : Rolf Hansen
- Scénario : Hans Fritz Beckmann, Jacob Geis et Rolf Hansen, d'après un roman de Harald Braun
- Photographie : Franz Weihmayr
- Montage : Anna Höllering
- Musique : Theo Mackeben
- Décors : Walter Haag
- Costumes : Max von Formacher
- Producteur : Carl Froelich
- Société de production : Tonfilmstudio Carl Froelich
- Société de distribution : Universum Film AG
- Pays de production :  Reich allemand
- Langue originale : allemand
- Format : Noir et blanc — 35 mm — 1,37:1 — Son : Mono
- Genre : drame
- Durée : 113 minutes
- Dates de sortie :
  - Allemagne : 7 mai 1941 (avant-première)
  - France : 1er février 1942

## Distribution
- Zarah Leander : Antonia Covelli, une chanteuse d'opéra italienne
- Hans Stüwe : Detlev von Blossin, l'homme qui l'épouse
- Siegfried Breuer : le comte Stefan Oginski
- Eva Immermann : Luise
- Agnes Windeck : la baronne von Blossin, mère de Detlev
- Hedwig Wangel : Barbaccia
- Julia Serda : l'épouse du directeur de l'opéra